# Blister in the Sun
«Blister in the Sun» es un sencillo de la banda de rock alternativo estadounidense Violent Femmes, lanzado originalmente en 1983 dentro de su álbum homónimo de debut.
En agosto de 2007, Gordon Gano fue objeto de una demanda presentada por el bajista Brian Ritchie. En la demanda se debe en parte a la autorización de Gano el uso de "Blister" en un comercial de Wendy's. En 2008, la canción fue incluida en el anuncio de Foster's Lager "Stealing Shadows".
Las características de la canción de la película de Grosse Pointe Blank. Dado que las cintas maestras originales no estaban disponibles para su uso en la película, la banda grabó una nueva versión de la canción, titulada "Blister 2000". Un nuevo vídeo musical fue creado para la versión original de la canción, coincidiendo con el estreno de la película. Cuenta con Gordon Gano como un asesino desquiciado, tratando de matar al gato Socks en forma de marionetas, así como clips de la película.

## En la cultura popular
- En 2005, elegido por los oyentes, se convirtió en la primera pista del idioma inglés que se le permita nunca en RTÉ Raidió na Gaeltachta, de la radio estación de Irlanda.[1]
- La canción fue interpretada en la película de 2007 Rocket Science, en un dúo de violonchelo y piano.
- En la novela de 2008 Paper Towns de John Green, los protagonistas cantan una versión a capella, mientras que en un viaje por carretera.
- Una versión instrumental fue el tema de apertura de Two Guys and a Girl durante en sus primeras dos temporadas.
- Estaba versionada por Nouvelle Vague, en su álbum de 2009 3. Esta versión se utilizó en un episodio de Gossip Girl.
- La canción aparece en los tráileres en  Never Been Kissed y Adventureland.
- En el episodio 17 ("Betrayal") de My So-Called Life, el personaje principal, Angela Chase (interpretado por Claire Danes), baila alrededor de su habitación de esta canción.
- Una versión multi-instrumental de la canción se utiliza en el comercial del 2012 Hewlett-Packard DV6T.
- La banda Phish ha versionada la canción en cuatro ocasiones, la última en 2012 en el Saratoga Performing Arts Center.
- La canción fue utilizado en un episodio de The Carrie Diaries
- El 5 de febrero del 2021 la Drag Queen Trixie Mattel, famosa por estar en el programa RuPaul's Drag Race sacó un cover de la canción y tiene 577,094 de vistas.
- La canción es versionada por el personaje de Alex Chen en el episodio 4 del videojuego Life is strange: True colors.